# الرابطة الدولية للماراثون وسباقات المسافات الطويلة
رابطة الماراثونات الدولية وسباقات المسافات والمعروفة أيضًا باسم AIMS (بالإنجليزية: Association of International Marathons and Distance Races)‏، هي جمعية رياضية دولية لمنظمي سباقات الجري على الطرق لمسافات طويلة، تأسست في عام 1982 في اجتماع في لندن لمديري سباق الماراثون، تم تمديد عضويتها في عام 1986 لتشمل جميع سباقات الطرق، في يونيو 2016 كان لديها عضويات لأكثر من 400 منظمة سباق. 

## الأهداف
وفقًا للنظام الأساسي فإن أهداف الرابطة هي: 
1. تعزيز مضامير الجري في جميع أنحاء العالم ؛
2. للعمل مع الرابطة الدولية لاتحادات ألعاب القوى في جميع المسائل المتعلقة بسباقات الطرق الدولية ، و ؛
3. لتبادل المعلومات والمعرفة والخبرة بين أعضاء الجمعية.

## القياس والسجلات العالمية
تعمل الرابطة مع الاتحاد الدولي لألعاب لقوى IAAF لضمان قياس سباقات الطرق بدقة، يجب قياس جميع سباقات AIMS بواسطة أداة قياس دورة معتمدة من AIMS / IAAF. بالإضافة إلى ذلك ، لكي يتم التصديق على الرقم القياسي العالمي لسباق الطريق من قبل IAAF ، يجب أن يفي بشروط معينة. من بينها: 
- يجب ألا يكون المسار من البداية إلى النهاية منحدرًا يزيد ارتفاعه عن متر واحد لكل كيلومتر من الطول
- يجب ألا يزيد الفصل بين البداية والنهاية عن 50٪ من طول الدورة

يهدف الشرط الثاني إلى ضمان عدم تصميم الدورة بطريقة تجعل الرياح الخلفية تتحسن الأوقات دون داع ، ولكنها لا تنطبق لغرض تحديد أوقات التأهل للألعاب الأولمبية وبطولة العالم. 
تخضع جميع السباقات التي حصلت على أحداث تسمية سباق الطرق IAAF لمعايير قياس الدورة AIMS / IAAF.

## نشاطات أخرى
تنشر مجلة «الجري عن بعد» أربع مرات في السنة ويتم توزيعها مجانًا على المتسابقين في الأحداث التي ينظمها أعضاء الرابطة.
منذ عام 2013 تستضيف المنظمة حفل عشاء كل عام تُمنح فيه جائزة أفضل عداء ماراثون لتكريم أبرز الرياضيين في العام، وهناك أيضًا جائزة خضراء وجائزة اجتماعية.

## روابط خارجية
- موقع AIMS